# Aéroport municipal Virgil I. Grissom
L'aéroport municipal Virgil I. Grissom (IATA : BFR, OACI : KBFR, FAA LID : BFR) est un aéroport public situé à 6 kilomètres au sud-est du quartier central des affaires de Bedford, une ville du comté de Lawrence, en Indiana, aux États-Unis.
L'aéroport est nommé en l'honneur de Virgil I. Grissom (1926-1967), un natif de l'Indiana et pilote de l'armée de l'air américaine qui était l'un des premiers astronautes du programme Mercury de la NASA.

## Installations et avions
L'aéroport municipal de Virgil I. Grissom couvre une superficie de 59 hectares à une altitude de 222 mètres au-dessus du niveau moyen de la mer. Il possède deux pistes d'atterrissage asphaltées : La piste 13/31 mesure 1 372 × 30 m et la piste 6/24 mesure 942 × 21 m.
Pour la période de 12 mois se terminant le 30 décembre 2019, l'aéroport a enregistré 5 858 opérations aériennes, soit une moyenne de 14 par jour : 5 334 pour l'aviation générale, 312 pour le taxi aérien et 212 pour l'aviation militaire. À cette époque, 25 avions étaient basés sur cet aéroport : 24 monomoteurs et 1 multimoteur.

## Projet
Le prochain projet pour l'aéroport est la construction d'une piste parallèle pour éviter les incursions sur piste. Une incursion sur piste est un incident au cours duquel un aéronef, un véhicule ou une personne non autorisés se trouvent sur une piste. Cela affecte la sécurité de la piste, car cela crée un risque qu'un avion qui décolle ou atterrit entre en collision avec l'objet. Les fonctionnaires demanderont une subvention pour la troisième piste. Normalement, la FAA finance 90 % du projet, le ministère des transports de l'Indiana en finance 5 % et l'aéroport local finance les 5 % restants. Pour ce projet de trois millions de dollars, l'aéroport devrait financer 150 000 dollars. C'est une somme très importante que le petit aéroport doit réunir et un projet de cette taille prendrait environ deux ans à réaliser.